# 左旋柳
左旋柳（学名：Salix paraplesia var. subintegra）为杨柳科柳属下的一个变种。

## 扩展阅读
- 維基物種上的相關：左旋柳